# Sungai Kupang (kabupaten Kotabaru)
Sungai Kupang – wieś (desa) w kecamatanie Kelumpang Hulu, w kabupatenie Kotabaru w prowincji Borneo Południowe w Indonezji.
Miejscowość ta leży w środkowej części kecamatanu, przy drodze Jalan Jenderal Sudirman.